# Rocznik Muzeum Narodowego w Warszawie
Rocznik Muzeum Narodowe w Warszawie – rocznik ukazujący się od 1938 w Warszawie. W latach 1939–1956 i 1993–2011 nie ukazywało się. Wydawcą jest Muzeum Narodowe w Warszawie. 
W latach 1938–1992 w 36 numerach opublikowane zostały 592 artykuły prawie 240 autorów. W 2012 pismo wznowiono jako „Rocznik Muzeum Narodowego w Warszawie. Nowa Seria/Journal of the National Museum in Warsaw. New Series”. Na jego łamach publikowane są artykuły naukowe z zakresu humanistyki. Czasopismo jest dwujęzyczne; wszystkie teksty tłumaczone są na język angielski.